# Formula–1 spanyol nagydíj

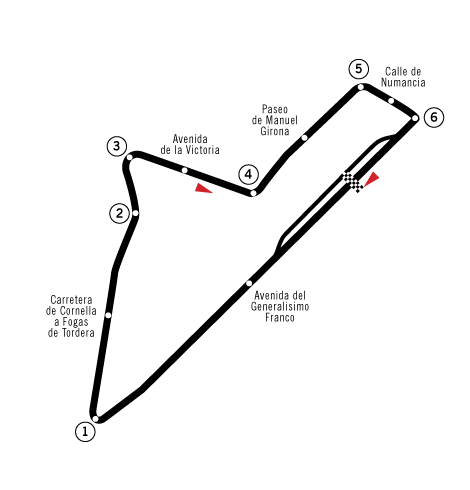
Circuito de Pedralbes

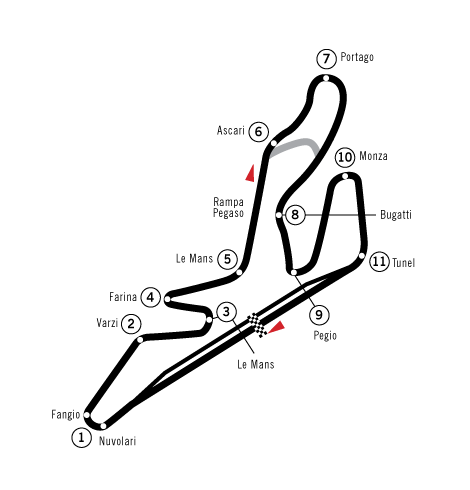
Circuito del Jarama

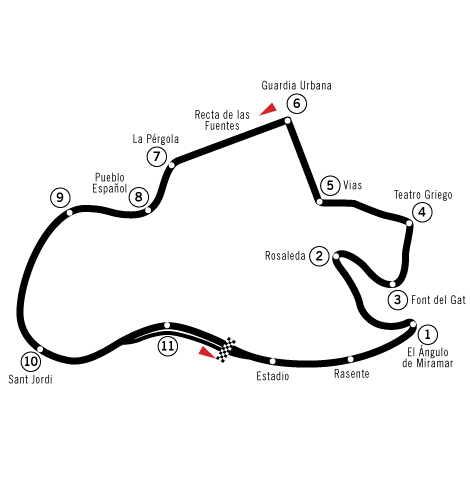
Circuito de Montjuich

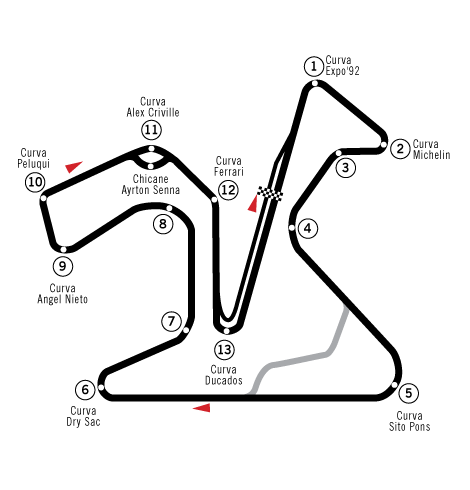
Circuito de Jerez

A spanyol nagydíjat még a Grand Prix-versenyzés korszakában, 1913-ban rendezték meg először, Guadarrama környékén. Formula–1-es versenyzőként először 1951-ben, majd 1954-ben került rá sor a Circuit de Pedralbesen, Barcelonában.
1968-tól 1975-ig Spanyolország nagydíját a Circuito Permanente del Jaramán, Madridban és a Montjuïc-ban, Barcelonában. Utóbbi pályán történt baleset miatt 1976-tól 1981-ig Madrid lett az állandó helyszín. 1980-ban megrendezték ugyan a versenyt, de utólag világbajnokságon kívüli futamnak nyilvánították.
1986-ig nem rendezték meg spanyol nagydíjat, aztán 1986-tól 1990-ig a nagydíjat a Circuito Permanente de Jerezen szervezték meg.	
1991 óta van a nagydíj a jelenlegi helyszínén, Barcelona mellett, a Circuit de Catalunya-n.
2021 novemberében 2026-ig meghosszabbították a nagydíj formula–1-es szerződését.

## Szponzorok
- Gran Premio Talbot de España 1981
- Gran Premio Tio Pepe de España 1986-1992
- Gran Premio Marlboro de España 1993-2005
- Gran Premio de España Telefónica 2006-2010
- Gran Premio de España Santander 2011-2012
- Gran Premio de España Pirelli 2014
- Gran Premio de España AWS 2023

## Legsikeresebb versenyzők
A félkövérrel jelzett pilóták jelenleg is aktívak.
A piros háttérrel jelzett években az adott versenyző nem Formula–1-es, vagy a világbajnokság végeredményébe be nem számító versenyt nyert meg.
| Győzelmek | Versenyző          | Győztes évek                       |
| --------- | ------------------ | ---------------------------------- |
| 6         | Michael Schumacher | 1995, 1996, 2001, 2002, 2003, 2004 |
| 6         | Lewis Hamilton     | 2014, 2017, 2018, 2019, 2020, 2021 |
| 4         | Max Verstappen     | 2016, 2022, 2023, 2024             |
| 3         | Louis Chiron       | 1928, 1929, 1933                   |
| 3         | Jackie Stewart     | 1969, 1970, 1971                   |
| 3         | Nigel Mansell      | 1987, 1991, 1992                   |
| 3         | Alain Prost        | 1988, 1990, 1993                   |
| 3         | Mika Häkkinen      | 1998, 1999, 2000                   |
| 2         | Emerson Fittipaldi | 1972, 1973                         |
| 2         | Mario Andretti     | 1977, 1978                         |
| 2         | Ayrton Senna       | 1986, 1989                         |
| 2         | Kimi Räikkönen     | 2005, 2008                         |
| 2         | Fernando Alonso    | 2006, 2013                         |

## Legsikeresebb konstruktőrök
A félkövérrel jelzett istállók jelenleg is aktívak.
A piros háttérrel jelzett években az adott csapat nem Formula–1-es, vagy a világbajnokság végeredményébe be nem számító versenyt nyert meg.
| Győzelmek | Konstruktőr | Győztes évek                                                           | Győztes évek |
| --------- | ----------- | ---------------------------------------------------------------------- | ------------ |
| 12        | Ferrari     | 1954, 1974, 1981, 1990, 1996, 2001, 2002, 2003, 2004, 2007, 2008, 2013 |              |
| 9         | Mercedes    | 1934, 1935, 2014, 2015, 2017, 2018, 2019, 2020, 2021                   |              |
| 9         | McLaren     | 1975, 1976, 1988, 1989, 1998, 1999, 2000, 2005, 2025                   |              |
| 8         | Williams    | 1980, 1987, 1991, 1992, 1993, 1994, 1997, 2012                         |              |
| 7         | Lotus       | 1967, 1968, 1972, 1973, 1977, 1978, 1986                               |              |
| 6         | Red Bull    | 2010, 2011, 2016, 2022, 2023, 2024                                     |              |
| 3         | Bugatti     | 1926, 1928, 1929                                                       |              |
| 2         | Alfa Romeo  | 1933, 1951                                                             |              |

## Futamgyőztesek
A piros háttérrel jelzett versenyek nem Formula–1-es versenyek voltak, vagy nem számítottak be a világbajnokság végeredményébe.
| Év          | Versenyző             | Konstruktőr        | Pálya             | Összefoglaló      |
| ----------- | --------------------- | ------------------ | ----------------- | ----------------- |
| 2025        | Oscar Piastri         | McLaren-Mercedes   | Catalunya         | Összefoglaló      |
| 2024        | Max Verstappen        | Red Bull-RBPT      | Catalunya         | Összefoglaló      |
| 2023        | Max Verstappen        | Red Bull-RBPT      | Catalunya         | Összefoglaló      |
| 2022        | Max Verstappen        | Red Bull-RBPT      | Catalunya         | Összefoglaló      |
| 2021        | Lewis Hamilton        | Mercedes           | Catalunya         | Összefoglaló      |
| 2020        | Lewis Hamilton        | Mercedes           | Catalunya         | Összefoglaló      |
| 2019        | Lewis Hamilton        | Mercedes           | Catalunya         | Összefoglaló      |
| 2018        | Lewis Hamilton        | Mercedes           | Catalunya         | Összefoglaló      |
| 2017        | Lewis Hamilton        | Mercedes           | Catalunya         | Összefoglaló      |
| 2016        | Max Verstappen        | Red Bull-TAG Heuer | Catalunya         | Összefoglaló      |
| 2015        | Nico Rosberg          | Mercedes           | Catalunya         | Összefoglaló      |
| 2014        | Lewis Hamilton        | Mercedes           | Catalunya         | Összefoglaló      |
| 2013        | Fernando Alonso       | Ferrari            | Catalunya         | Összefoglaló      |
| 2012        | Pastor Maldonado      | Williams-Renault   | Catalunya         | Összefoglaló      |
| 2011        | Sebastian Vettel      | Red Bull-Renault   | Catalunya         | Összefoglaló      |
| 2010        | Mark Webber           | Red Bull-Renault   | Catalunya         | Összefoglaló      |
| 2009        | Jenson Button         | Brawn-Mercedes     | Catalunya         | Összefoglaló      |
| 2008        | Kimi Räikkönen        | Ferrari            | Catalunya         | Összefoglaló      |
| 2007        | Felipe Massa          | Ferrari            | Catalunya         | Összefoglaló      |
| 2006        | Fernando Alonso       | Renault            | Catalunya         | Összefoglaló      |
| 2005        | Kimi Räikkönen        | McLaren-Mercedes   | Catalunya         | Összefoglaló      |
| 2004        | Michael Schumacher    | Ferrari            | Catalunya         | Összefoglaló      |
| 2003        | Michael Schumacher    | Ferrari            | Catalunya         | Összefoglaló      |
| 2002        | Michael Schumacher    | Ferrari            | Catalunya         | Összefoglaló      |
| 2001        | Michael Schumacher    | Ferrari            | Catalunya         | Összefoglaló      |
| 2000        | Mika Häkkinen         | McLaren-Mercedes   | Catalunya         | Összefoglaló      |
| 1999        | Mika Häkkinen         | McLaren-Mercedes   | Catalunya         | Összefoglaló      |
| 1998        | Mika Häkkinen         | McLaren-Mercedes   | Catalunya         | Összefoglaló      |
| 1997        | Jacques Villeneuve    | Williams-Renault   | Catalunya         | Összefoglaló      |
| 1996        | Michael Schumacher    | Ferrari            | Catalunya         | Összefoglaló      |
| 1995        | Michael Schumacher    | Benetton-Renault   | Catalunya         | Összefoglaló      |
| 1994        | Damon Hill            | Williams-Renault   | Catalunya         | Összefoglaló      |
| 1993        | Alain Prost           | Williams-Renault   | Catalunya         | Összefoglaló      |
| 1992        | Nigel Mansell         | Williams-Renault   | Catalunya         | Összefoglaló      |
| 1991        | Nigel Mansell         | Williams-Renault   | Catalunya         | Összefoglaló      |
| 1990        | Alain Prost           | Ferrari            | Jerez             | Összefoglaló      |
| 1989        | Ayrton Senna          | McLaren-Honda      | Jerez             | Összefoglaló      |
| 1988        | Alain Prost           | McLaren-Honda      | Jerez             | Összefoglaló      |
| 1987        | Nigel Mansell         | Williams-Honda     | Jerez             | Összefoglaló      |
| 1986        | Ayrton Senna          | Lotus-Renault      | Jerez             | Összefoglaló      |
| 1985 – 1982 | Nem rendezték meg     | Nem rendezték meg  | Nem rendezték meg | Nem rendezték meg |
| 1981        | Gilles Villeneuve     | Ferrari            | Jarama            | Összefoglaló      |
| 1980        | Alan Jones            | Williams–Ford      | Jarama            | Összefoglaló      |
| 1979        | Patrick Depailler     | Ligier–Ford        | Jarama            | Összefoglaló      |
| 1978        | Mario Andretti        | Lotus–Ford         | Jarama            | Összefoglaló      |
| 1977        | Mario Andretti        | Lotus–Ford         | Jarama            | Összefoglaló      |
| 1976        | James Hunt            | McLaren–Ford       | Jarama            | Összefoglaló      |
| 1975        | Jochen Mass           | McLaren–Ford       | Montjuïc          | Összefoglaló      |
| 1974        | Niki Lauda            | Ferrari            | Jarama            | Összefoglaló      |
| 1973        | Emerson Fittipaldi    | Lotus–Ford         | Montjuïc          | Összefoglaló      |
| 1972        | Emerson Fittipaldi    | Lotus–Ford         | Jarama            | Összefoglaló      |
| 1971        | Jackie Stewart        | Tyrrell–Ford       | Montjuïc          | Összefoglaló      |
| 1970        | Jackie Stewart        | March–Ford         | Jarama            | Összefoglaló      |
| 1969        | Jackie Stewart        | Matra–Ford         | Montjuïc          | Összefoglaló      |
| 1968        | Graham Hill           | Lotus–Ford         | Jarama            | Összefoglaló      |
| 1967        | Jim Clark             | Lotus–Cosworth     | Jarama            | Összefoglaló      |
| 1966 – 1955 | Nem rendezték meg     | Nem rendezték meg  | Nem rendezték meg | Nem rendezték meg |
| 1954        | Mike Hawthorn         | Ferrari            | Pedralbes         | Összefoglaló      |
| 1953 – 1952 | Nem rendezték meg     | Nem rendezték meg  | Nem rendezték meg | Nem rendezték meg |
| 1951        | Juan Manuel Fangio    | Alfa Romeo         | Pedralbes         | Összefoglaló      |
| 1950 – 1936 | Nem rendezték meg     | Nem rendezték meg  | Nem rendezték meg | Nem rendezték meg |
| 1935        | Rudolf Caracciola     | Mercedes-Benz      | Lasarte           | Összefoglaló      |
| 1934        | Luigi Fagioli         | Mercedes-Benz      | Lasarte           | Összefoglaló      |
| 1933        | Louis Chiron          | Alfa Romeo         | Lasarte           | Összefoglaló      |
| 1932 – 1931 | Nem rendezték meg     | Nem rendezték meg  | Nem rendezték meg | Nem rendezték meg |
| 1930        | Achille Varzi         | Maserati           | Lasarte           | Összefoglaló      |
| 1929        | Louis Chiron          | Bugatti            | Lasarte           | Összefoglaló *    |
| 1928        | Louis Chiron          | Bugatti            | Lasarte           | Összefoglaló *    |
| 1927        | Robert Benoist        | Delage             | Lasarte           | Összefoglaló      |
| 1926        | Bartolomeo Costantini | Bugatti            | Lasarte           | Összefoglaló      |
| 1925 – 1924 | Nem rendezték meg     | Nem rendezték meg  | Nem rendezték meg | Nem rendezték meg |
| 1923        | Albert Divo           | Sunbeam            | Sitges-Terramar   | Összefoglaló      |
| 1922 – 1914 | Nem rendezték meg     | Nem rendezték meg  | Nem rendezték meg | Nem rendezték meg |
| 1913        | Carlos de Salamanca   | Rolls-Royce        | Guadarrama        | Összefoglaló *    |

- * Sportautó-verseny.

## Külső hivatkozások
- Circuit de Catalunya hivatalos honlap